# 1372
1372 је била преступна година.